# أبابين
أبابين هي قرية في مقاطعة ميانة، إيران. عدد سكان هذه القرية هو 71 في سنة 2006.